# Борчев, Михаил Андреевич
Михаил Андреевич Борчев (1922 — 2008) — советский военный деятель и учёный в области развития космического вооружения и военно-космической теории, доктор военных наук (1985), профессор  (1986), генерал-майор (1978). Лауреат Государственной премии СССР (1977). Заслуженный деятель науки Российской Федерации (1995).

## Биография
Родился 17 ноября 1922 года в Ленинграде.

### Участие в Великой Отечественной войне
С 1938 по 1941 год обучался в 4-й специальной артиллерийской школе и в Ленинградском артиллерийском училище.
С 1941 по 1945 год был участником Великой Отечественной войны в составе 5-го гвардейского миномётного полка 6-й гвардейской армии в должностях: командир взвода, командир батареи и начальник штаба 1-го дивизиона этого полка, воевал на Юго-Западном, Сталинградском, Донском, Воронежском и Украинском фронтах, в 1942 году был участником Сталинградской битвы, в 1943 году — Курской битвы. За участие в войне и проявленные при этом мужество и героизм Указами Президиума Верховного Совета СССР 17 июля 1943 года был награждён Орденом Красного Знамени а 24 августа 1944 году — Орденом Отечественной войны II степени .

### Послевоенная служба и педагогическая работа
С 1945 по 1948 год — помощник начальника штаба 142-го гвардейского отдельного миномётного дивизиона. С 1948 по 1951 год обучался на командном факультете Военной академии имени М. В. Фрунзе. С 1951 по 1953 год — заместитель начальника штаба 819-го артиллерийского полка Донского военного округа.
С 1953 по 1958 год на педагогической работе в Рижском высшем командно-инженерном училище на должностях: преподаватель, с 1958 по 1962 год — заместитель начальника кафедры. С 1962 по 1971 год — начальник кафедры Харьковского высшего военного командно-инженерного училища, занимался исследованиями в области системного анализа, оперативно-стратегического обоснования и программно-целевого планирования систем вооружения и военной техники.

### В ЦНИИ космических средств
С 1971 по 1972 год на научно-исследовательской работе в НИИ-4 в должности руководителя отдела. С 1972 по 1988 год на научно-исследовательской работе в 50-м ЦНИИ космических средств МО СССР в должности начальника управления, с 1988 по 1999 год — ведущий научный сотрудник этого института. М. А. Борчев являлся одним из основателей научной школы по обоснованию перспектив развития системы космического вооружения и военно-космической теории.
В 1964 году защищает диссертацию на соискание учёной степени кандидат военных наук, в 1985 году — доктор военных наук. В 1986 году приказом ВАК СССР ему было присвоено учёное звание профессор. М. А. Борчев был действительным членом Российской академии космонавтики имени К. Э. Циолковского и Академии военных наук.
В 1977 году Постановлением ЦК КПСС и СМ СССР М. А. Борчев был удостоен Государственной премии СССР.
31 июля 1995 года Указом Президента России «За заслуги в научной деятельности» М. А. Борчеву было присвоено почётное звание Заслуженный деятель науки Российской Федерации.
Скончался 4 февраля 2008 года в Москве, похоронен на Пятницком кладбище.

## Награды
- Орден Ленина (1975)[2]
- Орден Красного Знамени (17.07.1943)[1]
- Орден Отечественной войны I (1985) и II (24.08.1944[1]) степеней
- два Ордена Красной Звезды (1956, 1965)[2]
- Орден «За службу Родине в Вооружённых Силах СССР» III степени (1973)[2]
- Медаль «За победу над Германией в Великой Отечественной войне 1941—1945 гг.»

### Звание
- Заслуженный деятель науки Российской Федерации (1995)[5]

### Премия
- Государственная премия СССР (1977)[2][3]